# Marriott World Trade Center
Marriott World Trade Center byla 22 pater vysoká hotelová budova s 825 pokoji. Byla otevřena v červenci 1981 pod názvem Vista International Hotel v komplexu Světového obchodního centra na Dolním Manhattanu v New Yorku. Budova měla vlastní ZIP kód 10048. Hotel byl zničen během zhroucení budov Světového obchodního centra v důsledku teroristických útoků z 11. září 2001. Hotel nebyl opětovně vystavěn během obnovy komplexu Světového obchodního centra a pod jeho číslem byla postavena nová kancelářská budova.
Vista International byl první hotel otevřený na Dolním Manhattanu od roku 1836. Byl navrhnut architektonickou kanceláří Skidmore, Owings and Merrill a jeho původními vlastníky byly Port Authority of New York and New Jersey a KUO Hotels of Korea. V roce 1995 budovu koupila společnost Host Marriott. Hotel byl propojen s oběma věžemi Světového obchodního centra.
V roce 1993 byla budova poškozena výbuchem bomby v dodávce v podzemních garážích světového obchodního centra.

## Teroristické útoky z 11. září
V úterý 11. září 2001 byl hotel plně obsazen a bylo v něm registrováno 1 000 hostů. K tomu se v prostorách hotelu měla konat konference National Association for Business Economics.

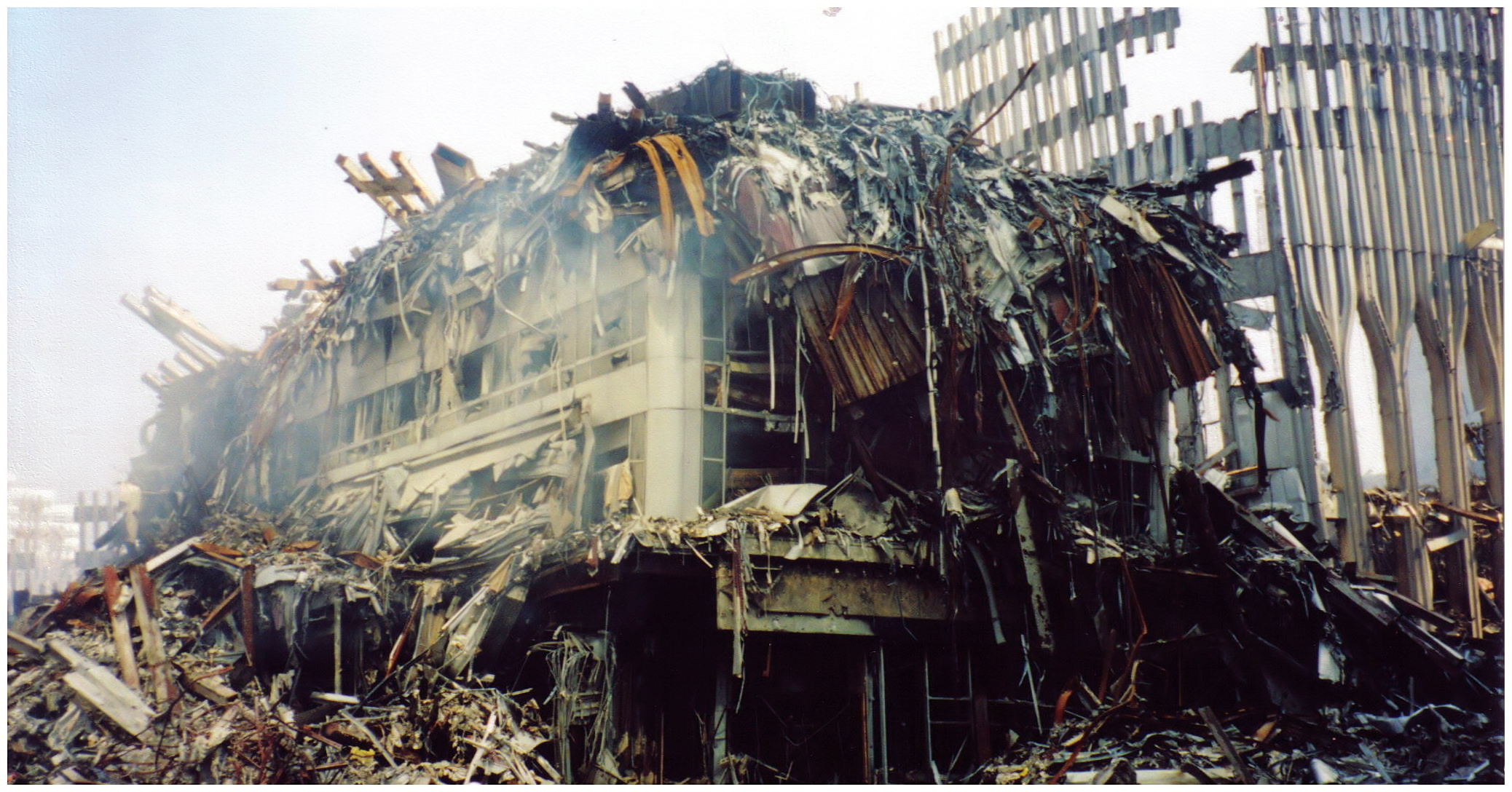
Trosky hotelu po útocích z 11. září.

V 8:46 narazil do Severní věže Světového obchodního centra let American Airlines 11, jehož přední kolo dopadlo na střechu hotelu. Newyorský požární sbor zřídil v hotelovém loby provizorní shromaždiště k organizaci evakuace osazenstva věží a hotelových hostů. Na střeše hotelu hasiči také ohlásili lidské ostatky nebo celá těla lidí, kteří buď vyskočili nebo spadli z hořících věží. V 9:59 rozdělil kolaps Jižní věže budovu na dvě části a kolaps Severní věže v 10:28 kompletně zničil zbytek hotelu kromě jeho nejvzdálenější části (zachycené na obrázku). Tato část budovy byla zesílena během oprav po bombovém útoku z roku 1993. Pravě tam přežilo 14 lidí, kteří se snažili evakuovat po kolapsu Jižní věže.
V důsledku útoku z 11. září byla budova hotelu neopravitelně zničena. Zůstala stát pouze tři patra, která byla později zbourána. Kolem 40 lidí zemřelo v troskách hotelu Marriott včetně jeho zaměstnanců a mnoha hasičů, kteří hotel využívali jako shromaždiště.
V lednu 2002 byly trosky hotelu kompletně rozebrány. Na místě hotelu a obou věží Světového obchodního centra byl vybudován Národní památník a muzeum 11. září.